# Epidendrum welsii-windischii
Epidendrum welsii-windischii là một loài thực vật có hoa trong họ Lan. Loài này được Pabst mô tả khoa học đầu tiên năm 1975.